# Jameson Baltes
Jameson Baltes (1990) é um ator canadense.

## Na TV
Personagens que Baltes representou:
- Max, em When Love Kills (1993)
- Paul, em Nonnie & Alex (1995)
- Henry Hibke, em Ten Percent of Nothing (1995)
- Byron, em Summer Run (1995)
- Pilot (1996)
- Danny, em The Sweeper (1996)
- Kevin, em Little Ghost (1997)
- Wheezer (1997)
- Beyond Belief: Fact or Fiction (Discovery Channel, 1997) [1]
- Larry, em I Hate You (1997)
- Tyler, em The Bus Stop (1998)
- Dylan, em Ties That Bind (1999)
- Young Chase, em National Security (1999)
- Tommy Cavanaugh, em Finding Kelly (2000) [2]
- Kyle Preston, em Beings (2000)[3]
- Bran, em Bully for You (2001)
- Mattew, em CSI: Crime Scene Investigation (2006)

## Parcerias
Baltes contracenou com alguns atores famosos do cinema estadunidense, como Malcolm McDowell